# ایرانچه
ایرانچه، روستایی در دهستان سورک بخش دستگرد در شهرستان فرخ‌شهر در استان چهارمحال و بختیاری ایران است.

## مردم
مردم این روستا فارس می باشند که به گویش پارسی سخن می گویند

## پیشینه
این روستا در سال ۱۲۶۰ هجری شمسی توسط ملا محمد علی ایرانی کدخدای روستای دهنو با احداث قلعه ای در دشتی به نام ایران بنیان نهاده شد.

## جمعیت
بر پایه سرشماری عمومی نفوس و مسکن در سال ۱۳۹۵، جمعیت این روستا برابر با ۳۳۴ نفر (۱۰۷ خانوار) بوده‌است.